# フィトエン
フィトエン(Phytoene)は、カロテノイドの生合成における中間体の一つ。フィトエンシンターゼ(EC.2.5.1.32)によってゲラニルゲラニルピロリン酸から合成される。